# 末日决战
末日决战（英語：Final Battle，辛達林語：Dagor Dagorath），是英國作家約翰·羅納德·瑞爾·托爾金的史詩式奇幻小說系列中的世界末日最後一戰。
《精靈寶鑽》中的《精靈寶鑽爭戰史》，以埃蘭迪爾的遠航為結束，但結局是由克里斯多福·托爾金決定的。托爾金原本《精靈寶鑽》版本的末端是寫了維拉冥王曼督斯對世界末日，末日决战的預言。這預言的殘餘線索被發現在《努曼諾爾淪亡史》的結尾：「但是踏上阿門洲的亞爾-法拉松黃金大帝與他的將士們則被倒下的大山活埋：據說，他們如此囚在無人得知的深洞裡，直到『末日决战』來臨。」這顯然取材自北歐神話中的诸神的黄昏。
根據預言，時代久遠，連維拉和精靈也感到疲乏之時，魔茍斯將發現怎樣打破黑夜之門的方法，重回世上，他打敗了雅瑞恩和提里昂，破壞了太陽飛船和月亮飛船。埃蘭迪爾從天空上返回，將與所有精靈種族最高君王英格威，維拉戰鬥之神托卡斯、維拉之首曼威（或他的使者伊昂威），人類英雄圖爾，和從宇外歸來的人類亡靈圖林·圖倫拔在維林諾平原與魔茍斯大戰。所有中土大陸的自由之民將參加這最後的戰鬥，包括精靈、人類和矮人。曼督斯將釋放曼督斯城堡中所有精靈和矮人亡靈，於第二紀元3319年登陸在阿門洲的亞爾-法拉松黃金大帝和他的大軍也被釋放，加入對抗魔茍斯。
托卡斯與魔茍斯搏鬥，但魔茍斯的末日卻是圖林·圖倫拔給予，圖林將他的黑劍古山格（死亡之鐵）刺穿魔茍斯的心臟，為胡林的孩子們報大仇（辛達語Hîn Húrin）。三顆精靈寶鑽從地心、海之深淵和天空尋回，費諾將三顆精靈寶鑽交維拉植物女神雅凡娜，精靈寶鑽被打破，內裡的光使雙聖樹重生。鬥爭結束，新的時代開始：所有精靈將再次喚醒年輕的力量。
在這以後，伊露維塔帶領維拉、邁雅、精靈、人類和矮人等等生靈進行第二次埃努的大樂章形成新世界。人們不知新樂章對原先種族的命運如何，或創造新種族。而埃努不知道新樂章所形成的世界是怎麼模樣。所有埃努知道的是，第二樂章比第一樂章偉大得多。
克里斯多福·托爾金在《精靈寶鑽》中取消了預言，根據《維拉本紀》的1958年版本，他的父親寫道：「如果有任何改變會發生，破壞能夠獲得補救與改善，曼威和瓦爾妲或許會知道；但是他們尚未將它揭示出來，而曼督斯的審判也還沒宣告。」克里斯多福·托爾金將這段落放在《精靈寶鑽爭戰史》結尾，於是預言去除了。他以後驚奇地發現另一個新版本末日决战預言，（貝倫重生參加末日决战）被寫在《維拉本紀》段落以後。